# Sinningia harleyi
Sinningia harleyi är en tvåhjärtbladig växtart som beskrevs av Wiehler och Chautems. Sinningia harleyi ingår i släktet Sinningia och familjen Gesneriaceae. Inga underarter finns listade i Catalogue of Life.